# Línea 914 (Argentina)
La línea 914 de autobuses es una concesión de jurisdicción nacional para el transporte de pasajeros. El servicio está actualmente operado por la Empresa de Transportes de Pasajeros KO-KO S.R.L., perteneciente al Grupo Vía Bariloche (en un 60%) y a la familia Kopprio (en un 40%).
Su recorrido conecta la localidad de Neuquén, cabecera del departamento Confluencia, Provincia del Neuquén, con las localidades de Cipolletti, Allen, General Roca y Villa Regina, ubicadas en el departamento General Roca, Provincia de Río Negro. 

## Recorridos
- A: Estación Terminal de Ómnibus de Neuquén - Villa Regina
- B: Estación Terminal de Ómnibus de Neuquén - General Roca (por Ruta Provincial 65)
- C: Neuquén - General Roca (por Ruta Nacional 22)
- D: Neuquén - Allen (por Ruta Provincial 65)
- E: Neuquén - General Roca (Directo por Ruta Provincial 65)
- F: Neuquén - General Roca (Directo por Ruta Nacional 22)
- G: Estación Terminal de Ómnibus de Neuquén - Villa Regina (Expreso)